# Liste der Universitäten und Hochschulen in Kasachstan
Dies ist eine Liste der Universitäten und Hochschulen in Kasachstan.

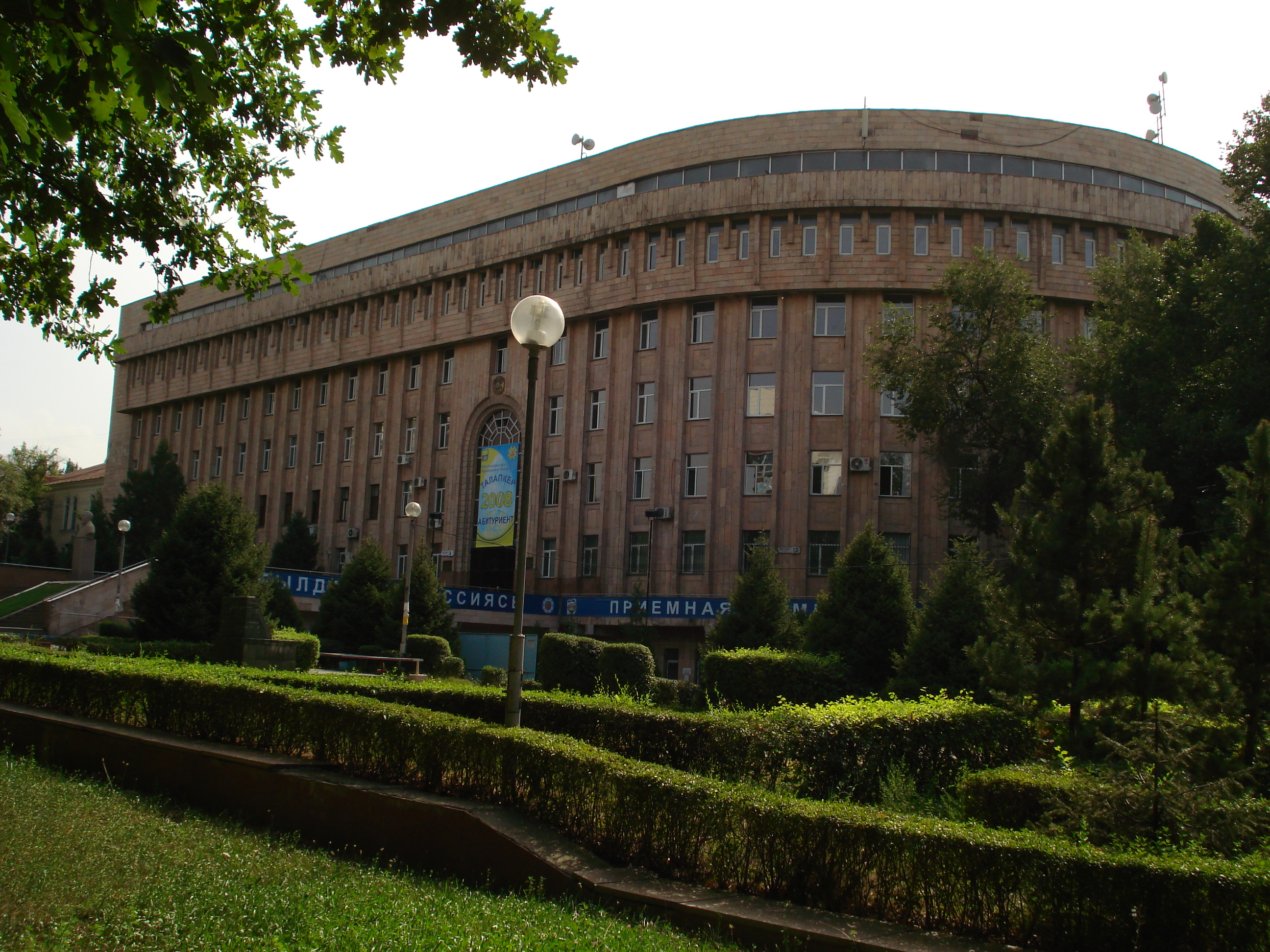
Kasachische nationale pädagogische Universität

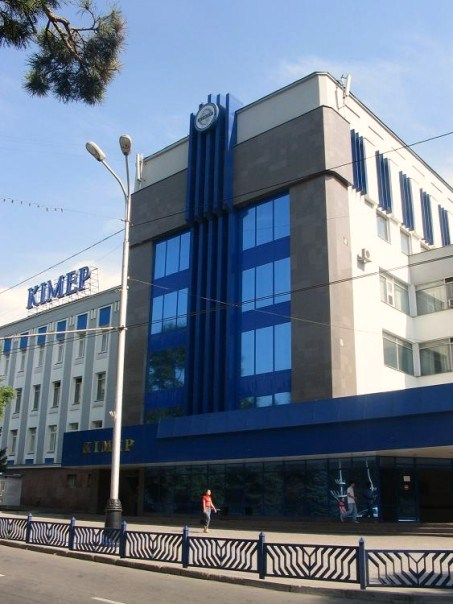
Kasachische Fachhochschule für Management, Wirtschaft
und Prognostizierung

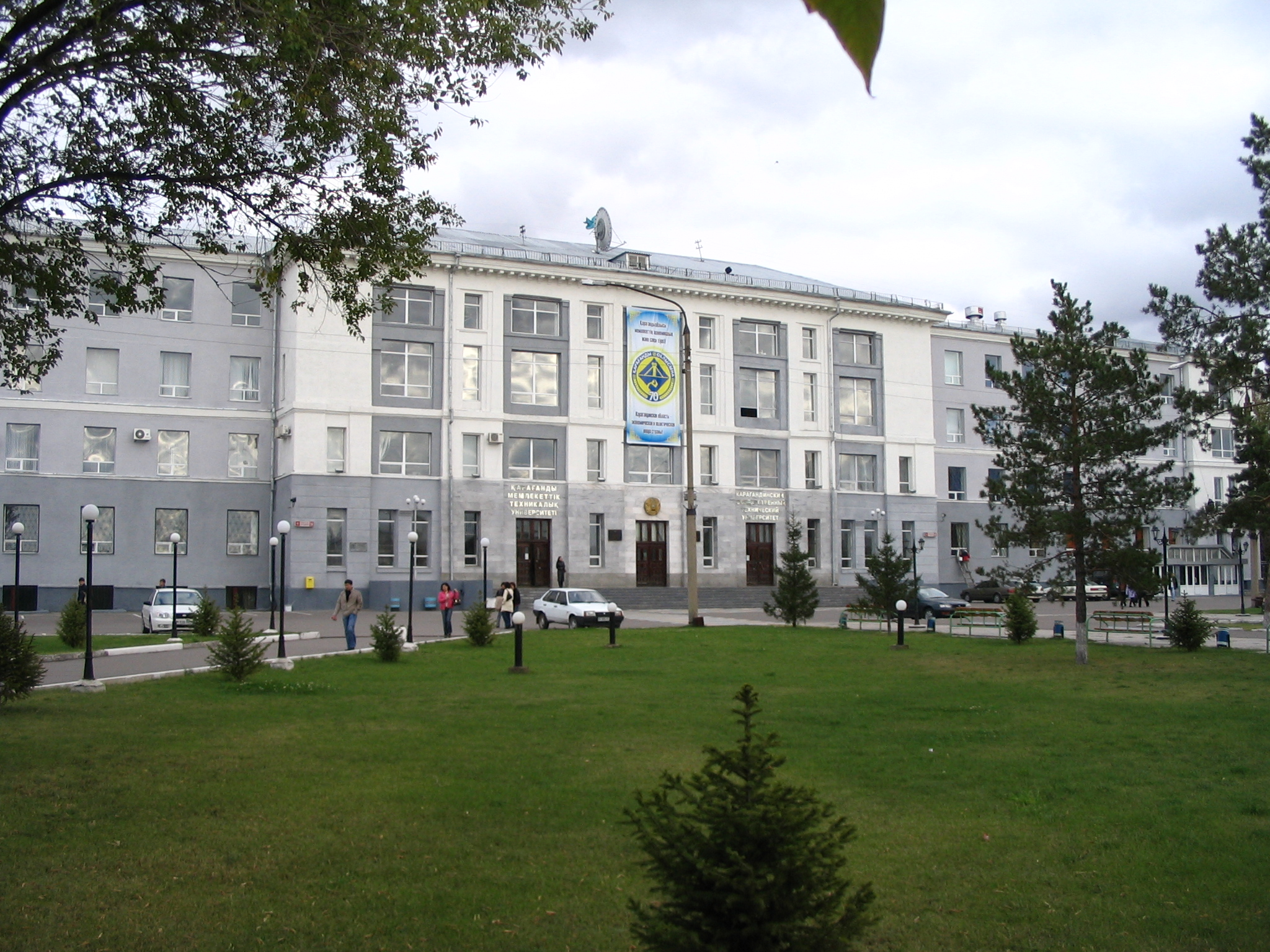
Staatliche Technische Universität Qaraghandy

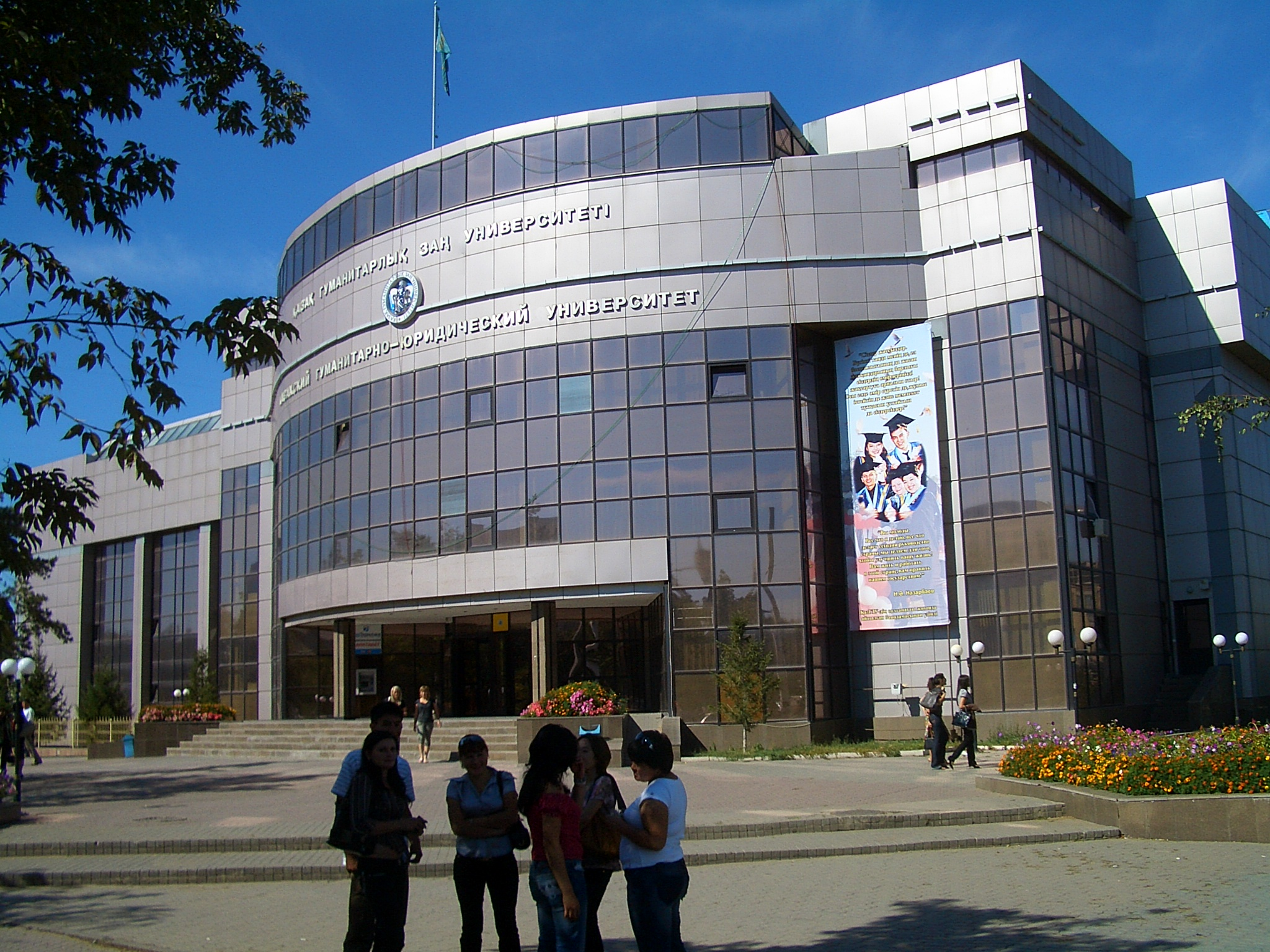
Kazakh University of Humanities and Law

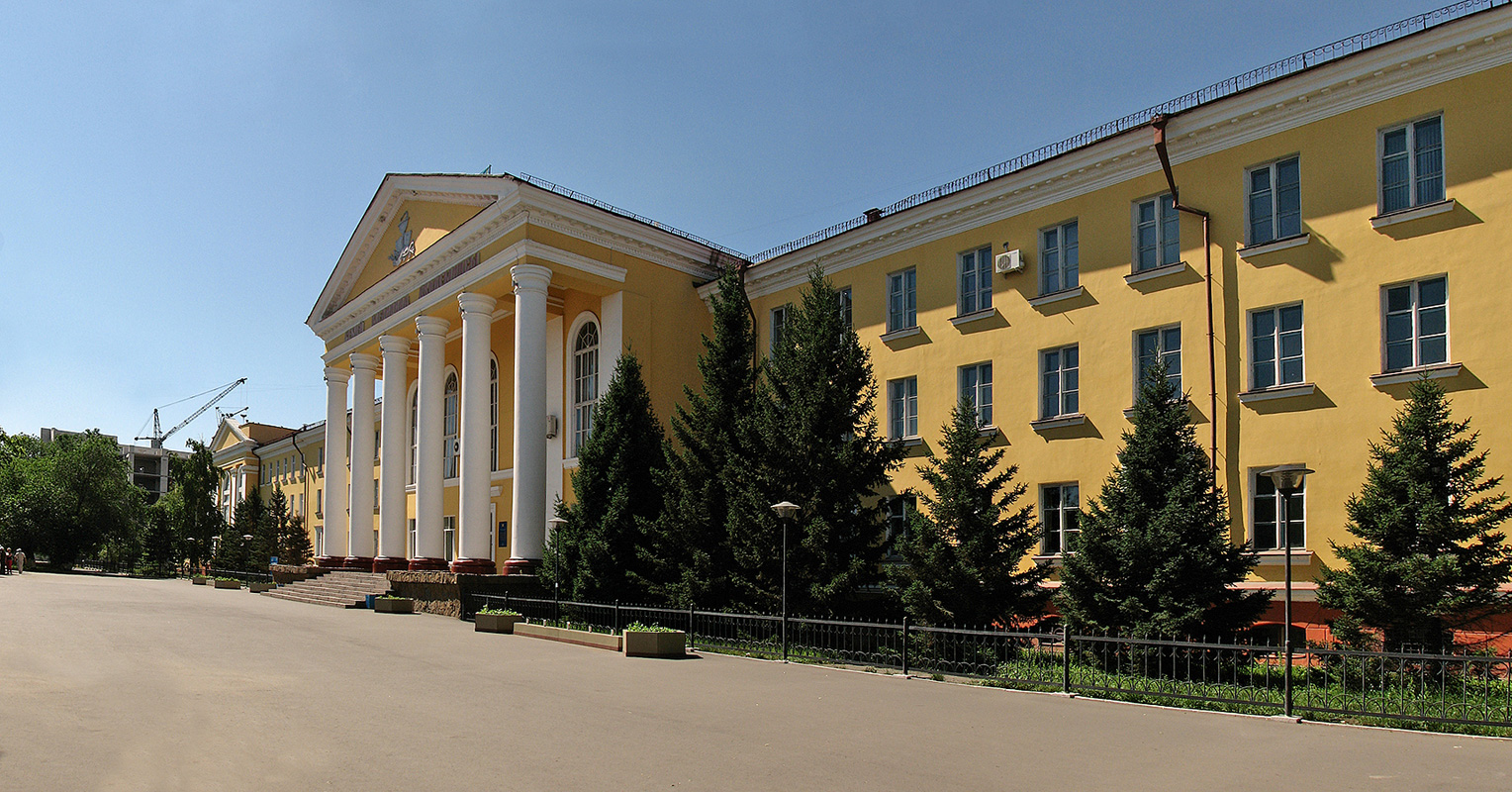
Medizinische Universität Semei

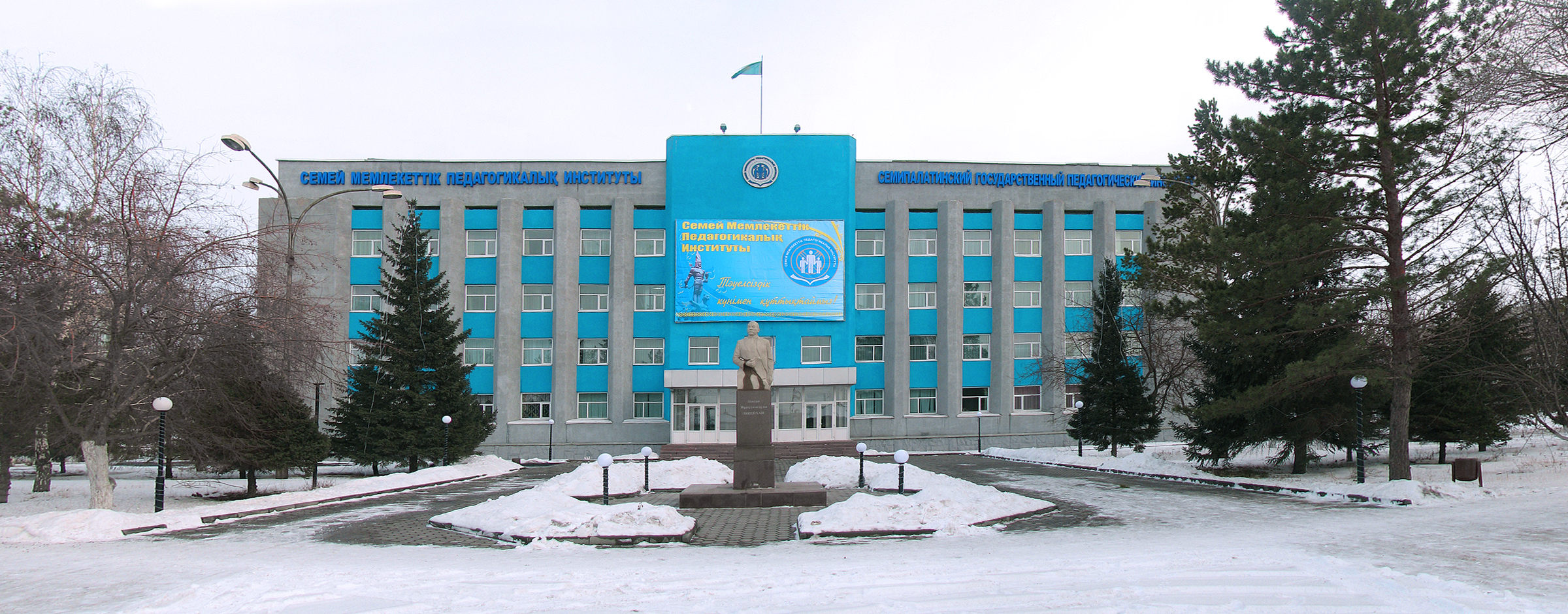
Staatliches Pädagogisches Institut Semei

| Logo       | Bildungseinrichtung                                                                      | Website                                                                                         |        |
| Almaty     | Almaty                                                                                   | Almaty                                                                                          | Almaty |
| ---------- | ---------------------------------------------------------------------------------------- | ----------------------------------------------------------------------------------------------- | ------ |
|            | Technologische Universität Almaty                                                        | www.atu.kz                                                                                      |        |
| Logo       | Universität für Energetik und Telekommunikation Almaty                                   | aues.edu.kz                                                                                     |        |
| Logo       | Al-Farabi-Universität                                                                    | www.kaznu.kz                                                                                    |        |
|            | Zentralasiatische Universität                                                            |                                                                                                 |        |
|            | Internationale Businessakademie                                                          | www.iab.kz                                                                                      |        |
|            | Kainar Universität                                                                       | www.kainar-university.kz                                                                        |        |
|            | Kasachisch-amerikanische Universität                                                     | www.kau.kz                                                                                      |        |
| Logo       | Kasachisch-Britische Technische Universität                                              | kbtu.kz                                                                                         |        |
|            | Kasachische Akademie des Sports und Tourismus                                            | www.kazacademsport.kz                                                                           |        |
|            | Kasachische Akademie des Transport und der Kommunikationen                               | www.kazatk.kz                                                                                   |        |
| Logo       | Kasachische Wirtschaftsuniversität                                                       | www.kazeu.kz                                                                                    |        |
|            | Kasachische nationale Kunstakademie                                                      | www.kaznai.kz                                                                                   |        |
| Logo       | Kasachisches Nationalkonservatorium                                                      | www.conservatoire.kz                                                                            |        |
|            | Kasachische nationale Agraruniversität                                                   | www.kaznau.kz                                                                                   |        |
|            | Kasachische nationale medizinische Universität                                           | www.kaznmu.kz                                                                                   |        |
| Logo       | Kasachische Nationale Pädagogische Universität                                           | www.kaznpu.kz                                                                                   |        |
| Logo       | Kasachische Nationale Technische Universität                                             | www.kazntu.kz                                                                                   |        |
|            | Kasachische Universität für Internationale Beziehungen und Weltsprachen „Ablay Khan“     | www.ablaikhan.kz                                                                                |        |
| Logo       | Kasachisches Institut für Management, Wirtschaft und Prognostizierung                    | www.kimep.kz                                                                                    |        |
|            | Suleyman Demirel Universität                                                             | www.sdu.edu.kz                                                                                  |        |
|            | Turan Universität                                                                        | www.turan.edu.kz                                                                                |        |
| Logo       | University of International Business                                                     | www.uib.kz                                                                                      |        |
| Logo       | Deutsch-Kasachische Universität                                                          | www.dku.kz                                                                                      |        |
| Logo       | Kaspische Universität                                                                    | cu.edu.kz                                                                                       |        |
| Logo       | Fashion Business Academy Symbat                                                          | almaty.edu.kz                                                                                   |        |
|            | Internationale Universität der Informationstechnologien                                  | www.iitu.kz                                                                                     |        |
| Aqtau      |                                                                                          |                                                                                                 |        |
|            | College für Fremdsprachen Aktau                                                          |                                                                                                 |        |
|            | Kaspische Staatliche Universität für Technologie und Engineering „Schachmardan Jessenow“ | yu.edu.kz                                                                                       |        |
| Aqtöbe     |                                                                                          |                                                                                                 |        |
|            | Staatliche Universität Aqtöbe                                                            | www.agu.kz                                                                                      |        |
|            | Staatliches pädagogisches Institut                                                       |                                                                                                 |        |
|            | Westkasachische staatliche medizinische Universität „Marat Ospanow“                      | zkgmu.kz                                                                                        |        |
|            | Kasachisch-Russische internationale Universität                                          | krmu.kz                                                                                         |        |
| Astana     |                                                                                          |                                                                                                 |        |
|            | Medizinische Universität Astana                                                          | www.amu.kz                                                                                      |        |
|            | Eurasische Nationale Universität                                                         | www.enu.kz                                                                                      |        |
| Logo       | Kasachische Agrartechnische Universität                                                  | kazatu.edu.kz                                                                                   |        |
|            | Kasachische Nationale Universität der Künste (Kasnui)                                    | kaznui.kz                                                                                       |        |
|            | KAZGUU Närikbajew-Universität                                                            | kazguu.kz                                                                                       |        |
|            | Nasarbajew-Universität                                                                   | www.nu.edu.kz                                                                                   |        |
| Atyrau     |                                                                                          |                                                                                                 |        |
|            | Universität Atyrau                                                                       | asu.edu.kz/                                                                                     |        |
|            | Institut für Öl und Gas                                                                  | https://aogu.edu.kz/                                                                            |        |
| Ekibastus  |                                                                                          |                                                                                                 |        |
|            | Ingenineur-technisches Institut Ekibastus                                                | eitiedu.com                                                                                     |        |
| Qaraghandy |                                                                                          |                                                                                                 |        |
| Kogo       | Staatliche Universität Qaraghandy                                                        | www.ksu.kz                                                                                      |        |
|            | Staatliche Technische Universität Qaraghandy                                             | www.kstu.kz                                                                                     |        |
|            | Medizinische Universität Qaraghandy                                                      | www.qmu.kz                                                                                      |        |
| Logo       | Wirtschaftsuniversität Karaganda des Kaspotrebsojus                                      | www.keu.kz                                                                                      |        |
| Kökschetau |                                                                                          |                                                                                                 |        |
|            | Staatliche Universität Kökschetau                                                        | www.kgu.kz                                                                                      |        |
| Qostanai   |                                                                                          |                                                                                                 |        |
|            | Staatliche Universität Qostanai                                                          | www.ksu.kst.kz (Seite nicht mehr abrufbar, festgestellt im November 2020. Suche in Webarchiven) |        |
|            | Staatliches pädagogisches Institut Qostanai                                              | pis.ksu.edu.kz                                                                                  |        |
| Qysylorda  |                                                                                          |                                                                                                 |        |
| Logo       | Staatliche Universität Qysylorda                                                         | www.korkyt.kz                                                                                   |        |
| Oral       |                                                                                          |                                                                                                 |        |
|            | Staatliche Universität Westkasachstan                                                    | www.wksu.kz                                                                                     |        |
|            | Agrartechnische Universität Westkasachstan                                               | www.wkau.kz                                                                                     |        |
|            | West Kazakhstan Humanitarian Academy                                                     |                                                                                                 |        |
| Öskemen    |                                                                                          |                                                                                                 |        |
|            | Ostkasachische Universität „Särsen Amanscholow“                                          | www.vkgu.kz                                                                                     |        |
|            | Ostkasachische Technische Universität „Daulet Serikbajew“                                | www.ektu.kz                                                                                     |        |
|            | Ostkasachische Regionaluniversität                                                       |                                                                                                 |        |
|            | Kasachisch-Amerikanische Freie Universität                                               | www.kafu.kz                                                                                     |        |
| Pawlodar   |                                                                                          |                                                                                                 |        |
|            | Staatliche Universität Pawlodar                                                          | www.psu.kz                                                                                      |        |
| Logo       | Staatliches Pädagogisches Institut Pawlodar                                              | www.ppi.kz                                                                                      |        |
| Logo       | Innovative Eurasische Universität                                                        | www.ineu.edu.kz                                                                                 |        |
| Petropawl  |                                                                                          |                                                                                                 |        |
|            | Staatliche Universität Nordkasachstan                                                    | www.nkzu.kz                                                                                     |        |
| Rudnyi     |                                                                                          |                                                                                                 |        |
| Logo       | Industrieinstitut Rudny                                                                  | www.rii.kz                                                                                      |        |
| Semei      |                                                                                          |                                                                                                 |        |
|            | Staatliche Universität Semei                                                             | www.semgu.kz                                                                                    |        |
| Logo       | Staatliches Pädagogisches Institut Semei                                                 | sgpi.kz                                                                                         |        |
|            | Medizinische Universität Semei                                                           | semeymedicaluniversity.kz                                                                       |        |
|            | Kasachische Finanz-ökonomische Akademie                                                  |                                                                                                 |        |
|            | Kasachische Geistes-juristische Innovative Universität                                   |                                                                                                 |        |
| Schymkent  |                                                                                          |                                                                                                 |        |
|            | Staatliche Universität Südkasachstan                                                     | www.ukgu.kz                                                                                     |        |
|            | Humanitäres Institut Südkasachstan                                                       |                                                                                                 |        |
|            | Kasachische Universität der Völkerfreundschaft                                           |                                                                                                 |        |
|            | Hochschule für Kunst und Design                                                          |                                                                                                 |        |
| Taras      |                                                                                          |                                                                                                 |        |
|            | Staatliche Universität Taras                                                             | www.tarsu.kz                                                                                    |        |
| Logo       | Staatliches pädagogisches Institut Taras                                                 | www.tarmpi.kz (Seite nicht mehr abrufbar, festgestellt im November 2020. Suche in Webarchiven)  |        |
|            | Humanitär-technisches Institut Dschambul                                                 |                                                                                                 |        |
| Tekeli     |                                                                                          |                                                                                                 |        |
| Logo       | University of Central Asia                                                               | www.ucentralasia.org                                                                            |        |
| Türkistan  |                                                                                          |                                                                                                 |        |
| Logo       | Ahmed-Yesevi-Universität                                                                 | www.yesevi.edu.tr                                                                               |        |